# Fosdenopterina
Fosdenopterina (DCI) ou piranopterina cíclica monofosfato (em inglês:  Cyclic pyranopterin monophosphate, cPMP) é um fármaco experimental, utilizado no tratamento de deficiência do cofator de molibdênio. Foi utilizado pela primeira vez em uma bebê australiana denominada Baby Z. A droga foi desenvolvida pela Universidade de Colônia, na Alemanha e testada poucas vezes apenas em ratos, sendo o tratamento de Baby Z autorizado por um comitê de ética.
Este medicamento reduziu os índices de sulfito, substância tóxica que causa degeneração do cérebro relacionada com a deficiência do cofator de molibdênio.